# モハメド・セネ
モハメド・セネ（Mouhamed Sene）ことモハメド・サエル・セネ（Mouhamed Saer Sene、1986年5月12日 - ）は、セネガルのティエス州ティエス県ティエス出身のプロバスケットボール選手で現在はフリーエージェントである。ポジションはセンター。211cm、104kg。

## 来歴
イタリアのトレヴィゾで行われたリーボックのユーロキャンプに2004年、2005年参加、ドイツのベルリンで行われたアディダスのキャンプにも2004年に参加した。2004年11月にはアフリカのオールスターチーム一員としてカレッジバスケットボールチームとのエキシビションに出場している。ベルギーリーグのVerviers-Pepinsterでプレーしていた彼は2006年のナイキ・フープ・サミットで27分間出場し、15得点、6リバウンド、9ブロックショットをあげた。
2006年のNBAドラフト1巡全体10位でシアトル・スーパーソニックスに指名された。2007年1月10日、NBAデベロップメント・リーグのアイダホ・スタンピードに送られた。
2007-2008シーズン、スタンピードで先発5試合を含む28試合に出場し、平均12.4得点、9.0リバウンド、1.7ブロックショットオールNBAデベロップメント・リーグチームに選ばれた。
2009年2月19日、オクラホマシティ・サンダーよりウェーバーされた。同年4月9日にニューヨーク・ニックスと契約した。ニックスでは1試合に出場しただけで7月31日にウェーバーされ、その後フランスのイエール＝トゥーロン・ヴァール・バスケットと契約した。
2010年11月、BCMグラーヴェリンと契約、ユーロリーグで平均10.8得点、8.2リバウンド、1.8ブロックショット、フランスリーグで平均10.4得点、7.4リバウンド、1.3ブロックショットをあげた。
2011年8月、バロンセスト・フエンラブラダと契約を結んだ。